# Leni Shida
Leni Shida (Arua, 22 maggio 1994) è una velocista ugandese.

## Palmarès
| Anno | Manifestazione                    | Sede         | Evento        | Risultato  | Prestazione | Note             |
| ---- | --------------------------------- | ------------ | ------------- | ---------- | ----------- | ---------------- |
| 2014 | Giochi del Commonwealth           | Glasgow      | 400 m piani   | Semifinale | 54"30       |                  |
| 2015 | Universiadi                       | Gwangju      | 400 m piani   | Semifinale | 53"40       |                  |
| 2015 | Universiadi                       | Gwangju      | 4×400 m       | 5ª         | 3'45"40     |                  |
| 2015 | Giochi panafricani                | Brazzaville  | 200 m piani   | Semifinale | 24"56       |                  |
| 2015 | Giochi panafricani                | Brazzaville  | 400 m piani   | 6ª         | 52"86       |                  |
| 2016 | Campionati africani               | Durban       | 400 m piani   | 8ª         | 53"91       |                  |
| 2017 | Giochi della solidarietà islamica | Baku         | 400 m piani   | 5ª         | 54"57       |                  |
| 2017 | Universiadi                       | Taipei       | 200 m piani   | Batteria   | 25"29       |                  |
| 2017 | Universiadi                       | Taipei       | 400 m piani   | Semifinale | 53"44       |                  |
| 2017 | Universiadi                       | Taipei       | 4×100 m       | Batteria   | 47"05       |                  |
| 2017 | Universiadi                       | Taipei       | 4×400 m       | 6ª         | 3'43"38     |                  |
| 2018 | Giochi del Commonwealth           | Gold Coast   | 400 m piani   | Semifinale | 54"50       |                  |
| 2018 | Giochi del Commonwealth           | Gold Coast   | 4×400 m       | 8ª         | 3'35"03     |                  |
| 2018 | Campionati africani               | Asaba        | 200 m piani   | Semifinale | 24"36       |                  |
| 2018 | Campionati africani               | Asaba        | 400 m piani   | 6ª         | 52"78       |                  |
| 2019 | World Relays                      | Yokohama     | 4×400 m       | Batteria   | 3'35"02     |                  |
| 2019 | Universiadi                       | Napoli       | 400 m piani   | Argento    | 51"64       |                  |
| 2019 | Giochi panafricani                | Rabat        | 400 m piani   | 6ª         | 52"47       |                  |
| 2019 | Giochi panafricani                | Rabat        | 4x400 m       | Bronzo     | 3'32"25     |                  |
| 2019 | Mondiali                          | Doha         | 400 m piani   | Batteria   | 52"22       |                  |
| 2021 | Giochi olimpici                   | Tokyo        | 400 m piani   | Batteria   | 52"48       |                  |
| 2022 | Campionati africani               | Saint Pierre | 400 m piani   | 4ª         | 52"91       |                  |
| 2022 | Giochi del Commonwealth           | Birmingham   | 400 m piani   | Semifinale | 53"77       |                  |
| 2024 | Giochi panafricani                | Accra        | 400 m piani   | 7ª         | 53"05       |                  |
| 2024 | Campionati africani               | Douala       | 400 m piani   | 7ª         | 53"50       |                  |
| 2025 | World Relays                      | Guangzhou    | 4x400 m mista | Batteria   | 3'16"59     | Record nazionale |